# Danespo
Danespo A/S er en dansk producent af læggekartofler, der har hovedkvarter i Give. De eksporterer i dag læggekartofler til kartoffelavlere i Danmark og til mere end 40 lande i verden. Ligeledes producerer og sælger de spisekartofler, denne division blev i 2024 solgt til virksomheden Njord Kartofler, der overtager forretningen fra februar 2025.
I 2023 solgte de kartofler for 537 mio. kr.
Danespo blev etableret i 1986 og er ejet i fællesskab imellem danske DLF Seeds og franske FD Admiral, med datterselskaber i Nederlandene, Tyskland og Sverige.